# Cucugnan
Cucugnan – miejscowość i gmina we Francji, w regionie Oksytania, w departamencie Aude.
Według danych na rok 1990 gminę zamieszkiwało 128 osób, a gęstość zaludnienia wynosiła 8 osób/km² (wśród 1545 gmin Langwedocji-Roussillon Cucugnan plasuje się na 775. miejscu pod względem liczby ludności, natomiast pod względem powierzchni na miejscu 497.).

## Zabytki
Zabytki w miejscowości posiadające status Monument historique:
- zamek Quéribus (Château de Quéribus)